# Mixage 4
Mixage 4 (ricordata anche come Mixage '84 Inverno) è una compilation di brani musicali famosi nel 1984, pubblicata nell'inverno di quell'anno. La compilation venne pubblicata dalla Baby Records nei formati LP e MC. 

## Tracce
Lato A
1. Gazebo – Telephone Mama – 3:28
2. Ray Parker Jr. – Ghostbusters – 3:38
3. Gilbert Montagné – Liberté – 3:38
4. The Mighty Wah! – Come Back – 2:50
5. The Smalltown Boys – Mixer Bank – 4:52
6. Ken Laszlo – Hey Hey Guy – 3:06
7. John Freeway – Susanna – 4:40

Durata totale: 26:12
Lato B
1. Billy Ocean – Loverboy – 4:01
2. Scotch – Disco Band – 3:44
3. Den Harrow – Mad Desire – 3:36
4. Gladiators – Quo Vadiz – 3:12
5. Clock On 5 – Take It – 3:40
6. Page 2 – Interface City – 3:16
7. Dorine Hollier – Tonight...Crazy Night – 4:02

Durata totale: 25:31

## Classifiche

### Classifiche di fine anno
| Classifica (1984) | Posizione | Max Posizione |
| ----------------- | --------- | ------------- |
| Italia            |           |               |

| Classifica (1985) | Posizione | Max Posizione |
| ----------------- | --------- | ------------- |
| Italia            | 44        | 6             |